# Федорино горе (мультфильм)
«Федо́рино го́ре» — советский кукольный мультфильм 1974 года, созданный по мотивам одноимённой сказки Корнея Чуковского.

## Сюжет
Старуха Федора Егоровна настолько запустила домашнее хозяйство, что вещи и посуда разгневались на неё и решили покинуть дом. Однажды они собрались вместе и ушли в лес. Поняв, насколько без них будет тяжко, главная героиня раскаялась в своей лени и безразличии, и вещи, услышав об её тяжёлой ситуации, пожалели её и решили дать ей шанс исправиться. Наконец Федора занялась уборкой и мытьём посуды, и они помогли хозяйке прогнать тараканов.

## Съёмочная группа
| Автор сценария и режиссёр     | Наталия Червинская |
| Художник-постановщик          | Ольга Гвоздева |
| Оператор                      | Михаил Каменецкий |
| Композитор                    | Михаил Меерович |
| Звукооператор                 | Владимир Кутузов |
| Редактор                      | Раиса Фричинская |
| Художники-мультипликаторы:    | Лидия Маятникова, Павел Петров, Борис Савин                                                                           |
| Куклы и декорации изготовили: | Александр Ширчков, Виктор Гришин, Михаил Колтунов, Андрей Барт, Светлана Знаменская, Лилианна Лютинская, Е. Дарикович |
| под руководством              | Романа Гурова |
| Директор картины              | Натан Битман |

## Роли озвучивали (не указано в титрах)
- Татьяна Васильева
- Клара Румянова
- Гарри Бардин
- Юрий Соковнин
- Владимир Ферапонтов

## Интересный факт
Один из тараканов процитировал отрывок из другой сказки Чуковского, «Тараканище»:

Погодите, не спешите,

Я вас мигом проглочу,

Проглочу, проглочу, не помилую!